# Lanaudière
La Lanaudière è una regione amministrativa canadese della provincia del Québec. 
Ha una superficie di 12.413,74 km², e nel 2006 possedeva una popolazione di 429.053 abitanti.

## Storia
Il nome della regione fu dedicato alla memoria di Marie-Charlotte de Lanaudière, figlia del signore del Lavaltrie e moglie dell'uomo d'affari Barthélemy Joliette, discendente del famoso esploratore Louis Jolliet.

## Geografia fisica
La Lanaudière si trova nella parte centro-meridionale del Québec, a nord del fiume San Lorenzo e non lontana dall'area metropolitana di Montréal. 
Le cittadine più popolose sono Berthierville, Charlemagne, Joliette, L'Assomption, L'Épiphanie, Lavaltrie, Mascouche, Notre-Dame-des-Prairies, Repentigny, Saint-Gabriel, Saint-Lin-Laurentides e Terrebonne.

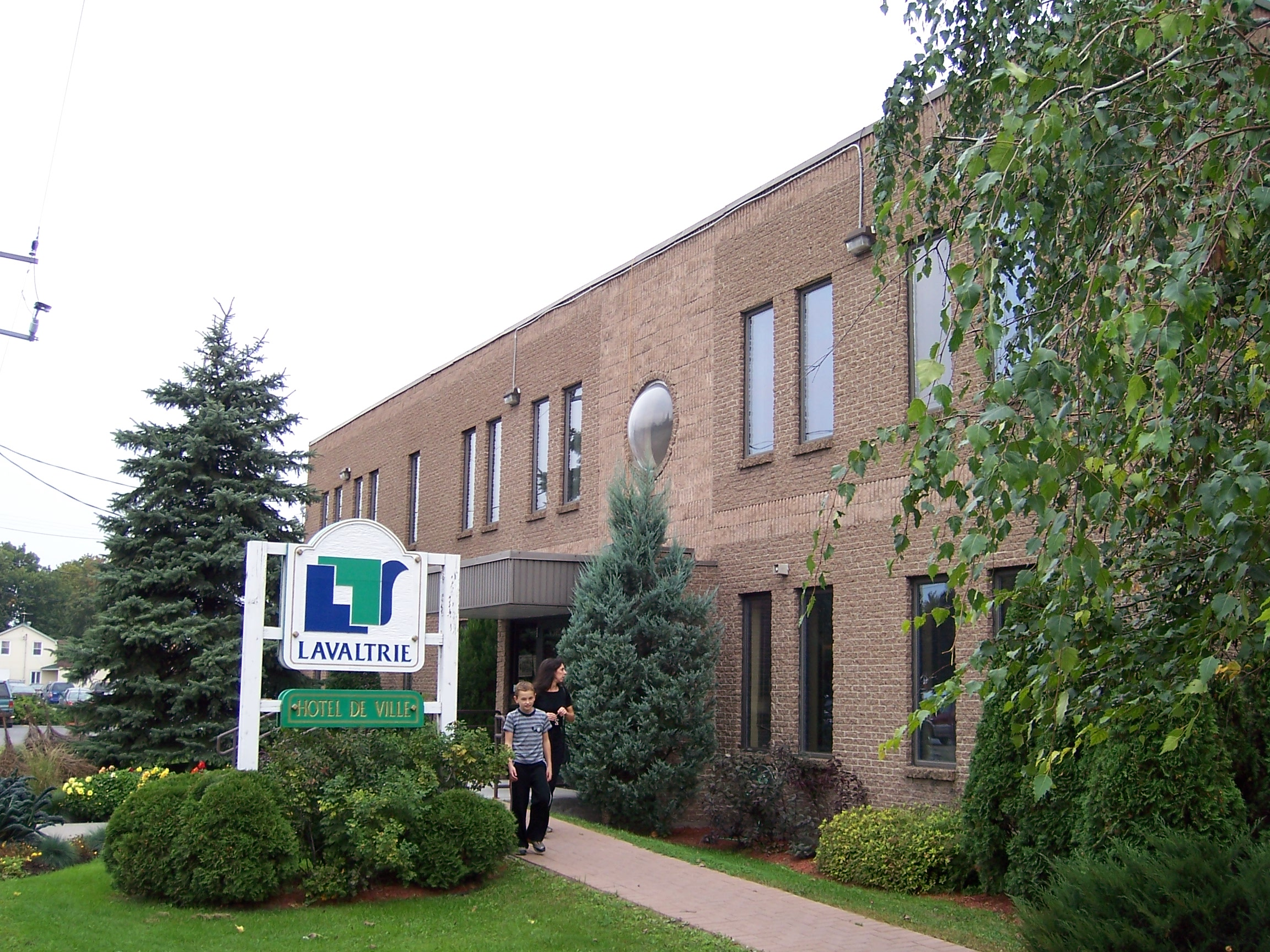
Municipio di Lavaltrie

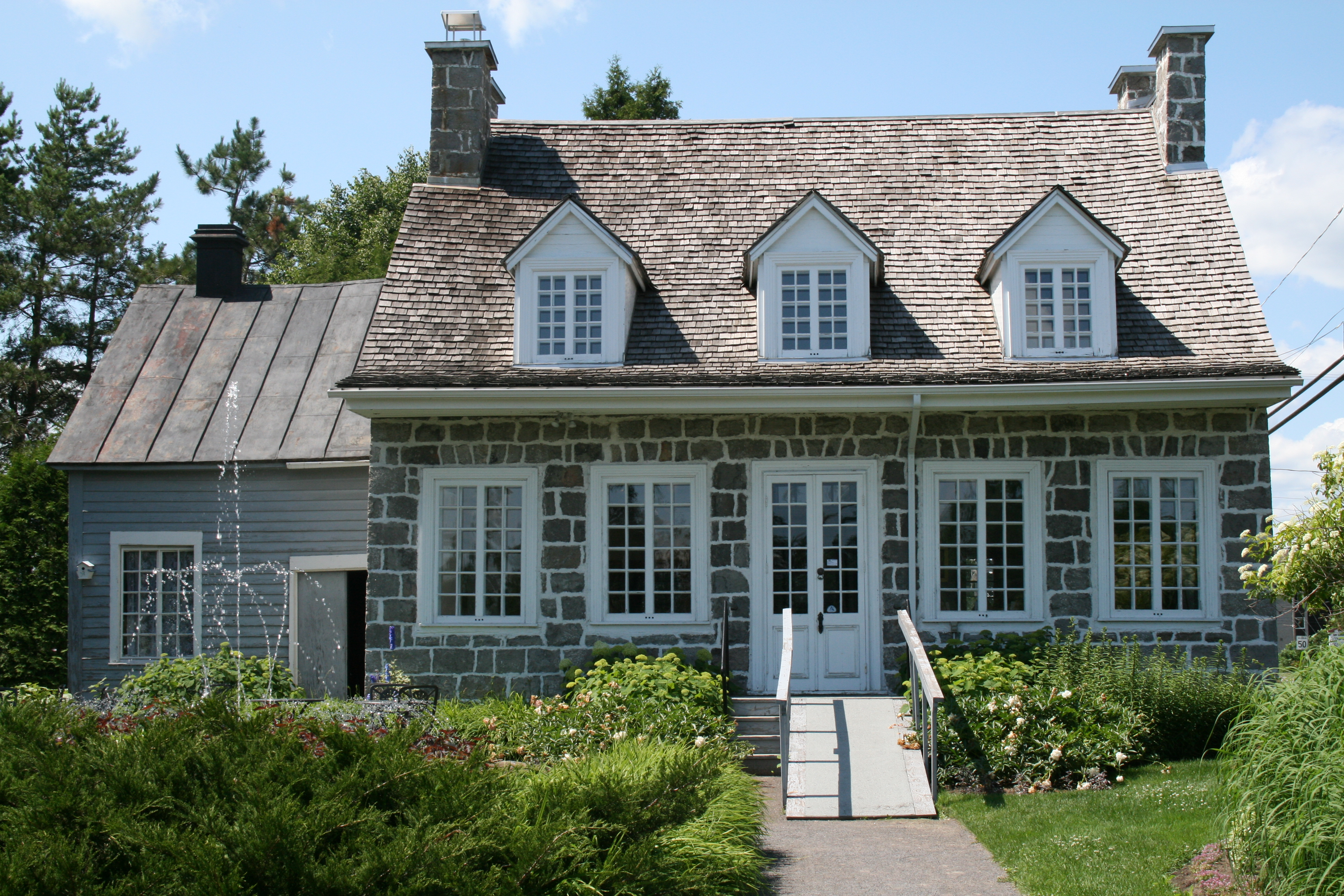
Casa natale di Antoine Lacombe, a Saint-Charles Borromée

## Geografia antropica

### Suddivisioni amministrative
La regione si compone di 5 municipalità regionali di contea:
- D'Autray, con capoluogo la città di Lavaltrie
- Joliette, con capoluogo la città di Joliette
- L'Assomption, con capoluogo la città di L'Assomption
- Les Moulins, con capoluogo la città di Terrebonne
- Matawinie, con capoluogo la città di Rawdon
- Montcalm, con capoluogo la città di Sainte-Julienne